# Brachychthonius bimaculatus
Brachychthonius bimaculatus är en kvalsterart som beskrevs av Rainer Willmann 1936. Brachychthonius bimaculatus ingår i släktet Brachychthonius och familjen Brachychthoniidae. Inga underarter finns listade.